# Kilvaithinankuppam
Kilvaithinankuppam es una ciudad censal situada en el distrito de Vellore en el estado de Tamil Nadu (India). Su población es de 6343 habitantes (2011).

## Demografía
Según el censo de 2011 la población de Kilvaithinankuppam era de 5321 habitantes, de los cuales 2643 eran hombres y 2678 eran mujeres. Kilvaithinankuppam tiene una tasa media de alfabetización del 89,81%, superior a la media estatal del 80,09%: la alfabetización masculina es del 95,27%, y la alfabetización femenina del 84,44%.